# 石崎ヒューイ
もしかして
- 石崎ひゅーい

ではありませんか？